# Герб Дубни
Герб Дубни разом із прапором та гімном є офіційними символами міста Дубна.

## Опис герба
У срібному полі блакитна вищерблена смуга з якої виростає дуб того ж кольору з зеленою короною, обтяжений золотим знаком атому, нижче якого – золотий вузький наконечник.

Головною фігурою герба є дуб, який символізує силу, потужність, впевненість, захист, мужність. Синій стовбур дуба алегорично показує річку Дубну. Зелений колір означає благородство, радість, честь, стабільність а також екологію та здоров'я.
Синя вищерблена смуга вказує на своєрідне розташування міста на території Московської області: по суті Дубна являє собою острів, кордони якого окреслюють навколишні водойми: річки Волга, Дубна, Сестра, канал імені Москви та Іваньківське водосховище.
Синій колір — символ істини, честі та доброчинності, чистого неба і водних просторів. Про величезний науковий потенціал міста свідчить геральдична фігура — жовтий вузький наконечник — алегорія розвитку, скерування в майбутнє. Жовтий колір (золото) — символ міцності, сили, великодушшя, багатства та інтелекту.

## Використання та статус герба
Опис та використання міського герба Дубни регламентується положенням про герб міста Дубни, яке було затверджено Радою депутатів міського округу Дубна. Герб разом з прапором є офіційними символами міста Дубна. Він використовується в роботі Ради депутатів та Адміністрації міста Дубни. Окрім муніципальних установ та підприємств допускається використання герба Дубни на виданнях друкованих ЗМІ краєзнавчих виданнях, грамотах, запрошеннях, візитівках посадових осіб, при офомленні видовищних заходів.